# Luxemburg op de Olympische Zomerspelen 2000
Luxemburg nam deel aan de Olympische Zomerspelen 2000 in Sydney, Australië. 

## Deelnemers en resultaten

### Tafeltennis
| Olympiër                     | Discipline     | Resultaat | Prestatie |
| ---------------------------- | -------------- | --------- | --- |
| Ni Xialian                   | enkelspel (v)  | 9e        | groepsfase: vrij 2de ronde: W van HUN Bátorfi: 2-3 (24-22, 21-10, 19-21, 21-23, 21-14) 3de ronde: V van CHN Li: 3-0 (21-15, 21-11, 21-15) |
| Peggy Regenwetter Ni Xialian | dubbelspel (v) | 9e        | groepsfase: vrij 2de ronde: V van AUS Miao/Zhou: 2-3 (21-16, 13-21, 21-19, 18-21, 13-21)                                                  |

### Tennis
| Olympiër    | Discipline    | Resultaat | Prestatie                                                                          |
| ----------- | ------------- | --------- | ---------------------------------------------------------------------------------- |
| Anne Kremer | enkelspel (v) | 17e       | 1ste ronde: W van CRO Majoli: 6-2, 6-4 2de ronde: V van RSA Coetzer: 6-4, 3-6, 4-6 |

### Triatlon
| Olympiër          | Discipline | Resultaat | Prestatie  |
| ----------------- | ---------- | --------- | ---------- |
| Nancy Kemp-Arendt | vrouwen    | 10e       | 2:03.14,94 |

### Zwemmen
| Olympiër       | Discipline           | Resultaat | Prestatie               |
| -------------- | -------------------- | --------- | ----------------------- |
| Alwin de Prins | 100m schoolslag (m)  | 39e       | serie 5: 3de in 1.04,37 |
| Luc Decker     | 100m vlinderslag (m) | 47e       | serie 3: 4de in 56,10   |
|                |                      |           |                         |
| Lara Heinz     | 50m vrije slag (v)   | 34e       | serie 6: 5de in 26,55   |
| Lara Heinz     | 100m vrije slag (v)  | 37e       | serie 3: 4de in 58,55   |

Albanië · Algerije · Amerikaanse Maagdeneilanden · Amerikaans-Samoa · Andorra · Angola · Antigua en Barbuda · Argentinië · Armenië · Aruba · Australië · Azerbeidzjan · Bahama's · Bahrein · Bangladesh · Barbados · België · Belize · Benin · Bermuda · Bhutan · Bolivia · Bosnië en Herzegovina · Botswana · Brazilië · Britse Maagdeneilanden · Brunei · Bulgarije · Burkina Faso · Burundi · Cambodja · Canada · Centraal-Afrikaanse Republiek · Chili · China · Chinees Taipei · Colombia · Comoren · Congo-Brazzaville · Congo-Kinshasa · Cookeilanden · Costa Rica · Cuba · Cyprus · Denemarken · Djibouti · Dominica · Dominicaanse Republiek · Duitsland · Ecuador · Egypte · El Salvador · Equatoriaal-Guinea · Eritrea · Estland · Ethiopië · Fiji · Filipijnen · Finland · Frankrijk · Gabon · Gambia · Georgië · Ghana · Grenada · Griekenland · Groot-Brittannië · Guam · Guatemala · Guinee · Guinee‑Bissau · Guyana · Haïti · Honduras · Hongarije · Hongkong · Ierland · IJsland · India · Indonesië · Irak · Iran · Israël · Italië · Ivoorkust · Jamaica · Japan · Jemen · Joegoslavië · Jordanië · Kaaimaneilanden · Kaapverdië · Kameroen · Kazachstan · Kenia · Kirgizië · Koeweit · Kroatië · Laos · Lesotho · Letland · Libanon · Liberia · Libië · Liechtenstein · Litouwen · Luxemburg · Macedonië · Madagaskar · Malawi · Malediven · Maleisië · Mali · Malta · Marokko · Mauritanië · Mauritius · Mexico · Micronesië · Moldavië · Monaco · Mongolië · Mozambique · Myanmar · Namibië · Nauru · Nederland · Nederlandse Antillen · Nepal · Nicaragua · Nieuw-Zeeland · Niger · Nigeria · Noord-Korea · Noorwegen · Oeganda · Oekraïne · Oezbekistan · Oman · Oostenrijk · Pakistan · Palau · Palestina · Panama · Papoea-Nieuw-Guinea · Paraguay · Peru · Polen · Portugal · Puerto Rico · Qatar · Roemenië · Rusland · Rwanda · Saint Kitts en Nevis · Saint Lucia · Saint Vincent en Grenadines · Salomonseilanden · Samoa · San Marino ·  Sao Tomé en Principe · Saoedi-Arabië · Senegal · Seychellen · Sierra Leone · Singapore · Slovenië · Slowakije · Soedan · Somalië · Spanje · Sri Lanka · Suriname · Swaziland · Syrië · Tadzjikistan · Tanzania · Thailand · Togo · Tonga · Trinidad en Tobago · Tsjaad · Tsjechië · Tunesië · Turkije · Turkmenistan · Uruguay · Vanuatu · Venezuela · Verenigde Arabische Emiraten · Verenigde Staten · Vietnam · Wit-Rusland · Zambia · Zimbabwe · Zuid-Afrika · Zuid-Korea · Zweden · Zwitserland · Individuele olympische atleten